# Энгельгардто-Васильевская волость
Энгельгардто-Васильевская волость — административно-территориальная единица Верхнеднепровского уезда Екатеринославской губернии.
По состоянию на 1886 год состояла из 4 поселений, 4 сельских общин. Население 675 человек (377 мужского пола и 298 женского), 157 дворовых хозяйств.
|                       | Площадь десятин | В том числе пахотной, дес. |
| --------------------- | --------------- | -------------------------- |
| Сельских общин        | 602             | 350                        |
| Частной собственности | 6571            | 2146                       |
| Другой собственности  | 33              | 33                         |
| В общем               | 7206            | 2529                       |

Самые большие поселения волости:
- Васильевка — село в балке Каменка в 75 верстах от уездного города, 364 человека, 114 дворов, церковь православная.

По состоянию на 1908 год волость была расформирована, территория и населённые пункты включены в Софиевскую волость.